# Miss Tierra República Dominicana 2010
El certamen Miss Tierra República Dominicana 2010 fue celebrado el 12 de octubre de 2010. Hubo 30 delegadas en el concurso. La ganadora representó a la República Dominicana en el Miss Tierra 2010.

## Resultados
| Resultados                            | Candidatas |
| ------------------------------------- | --- |
| Miss Tierra República Dominicana 2010 | - Samaná - Wisleidy Osorio |
| 1.ª Finalista                         | - Valverde - Carla Cabreja |
| 2.ª Finalista                         | - Santiago - Perla del Río |
| 3.ª Finalista                         | - Dajabón - Verónica Guzmán |
| 4.ª Finalista                         | - Pedernales - Vicky Burgos |
| Top 10                                | - Puerto Plata - Zarina Santos - Bahoruco - Anny Medina - Monte Cristi - Stephanie Martínez - Santiago Rodríguez - Yudelka Almonte - Independencia - Génesis Sánchez   |
| Top 15                                | - Barahona - Olina Mora - María Trinidad Sánchez - Summer del Rosario - San José de Ocoa - Valeria Alcántara - La Romana - Yulenny Valdez - La Altagracia - Leidy Beco |

### Premios especiales
- Miss Fotogenica - Yulenny Valdez (La Romana)
- Miss Simpatía - Vicky Burgos (Pedernales)
- Mejor Traje Típico - Wisleidy Osorio (Samaná)
- Mejor Representación de sú Provincia o Municipio - Perla del Río (Santiago)
- Mejor Rostro - Wisleidy Osorio (Samaná)
- Miss Cultura - Ninoska Serrano (Espaillat)
- Miss Elegancia - María Tavarez (Azua)

## Candidatas
| Representa               | Candidata                    | Año | Altura          | Oriunda                    |
| ------------------------ | ---------------------------- | --- | --------------- | -------------------------- |
| Azua                     | María Patricia Tavarez       | 18  | 1,75 m (5′ 9″)  | Santo Domingo              |
| Bahoruco                 | Anny Patricia Medina         | 21  | 1,71 m (5′ 7″)  | Santo Domingo              |
| Barahona                 | Olina Mora Noboa             | 24  | 1,75 m (5′ 9″)  | Santiago de los Caballeros |
| Comunidad Dom. En EEUU   | Ericka Sánchez Mateo         | 25  | 1,81 m (5′ 11″) | Miami                      |
| Dajabón                  | Verónica Guzmán              | 20  | 1,70 m (5′ 7″)  | Santiago de los Caballeros |
| Distrito Nacional        | Eva Lagrange Soto            | 22  | 1,83 m (6′ 0″)  | Santo Domingo              |
| Duarte                   | Duberky de Jesús Evangelista | 19  | 1,79 m (5′ 10″) | San Francisco de Macorís   |
| Espaillat                | Ninoska Serrano Camacho      | 19  | 1,62 m (5′ 4″)  | Moca                       |
| Hato Mayor               | Karina Brito Cornielle       | 21  | 1,78 m (5′ 10″) | San Cristóbal              |
| Independencia            | Génesis Sánchez              | 17  | 1,77 m (5′ 10″) | Santo Domingo              |
| La Altagracia            | Leidy Beco                   | 18  | 1,71 m (5′ 7″)  | Santiago de los Caballeros |
| La Romana                | Yulenny Valdez               | 21  | 1,75 m (5′ 9″)  | La Romana                  |
| La Vega                  | Yzanet Ayala                 | 23  | 1,76 m (5′ 9″)  | Santiago de los Caballeros |
| María Trinidad Sánchez   | Summer Alina del Rosario     | 22  | 1,78 m (5′ 10″) | Nagua                      |
| Monte Cristi             | Stephanie Martínez           | 21  | 1,81 m (5′ 11″) | Santo Domingo              |
| Monte Plata              | Valeria Ozuna Claudio        | 22  | 1,82 m (6′ 0″)  | Santo Domingo              |
| Pedernales               | Ruht Victoria Burgos         | 20  | 1,82 m (6′ 0″)  | Tamboríl                   |
| Peravia                  | Yelissa Pimentel Cruz        | 21  | 1,79 m (5′ 10″) | Baní                       |
| Piedra Blanca            | Leidy Reinoso                | 24  | 1,80 m (5′ 11″) | Santo Domingo              |
| Puerto Plata             | Zarina Santos Rosario        | 18  | 1,84 m (6′ 0″)  | San Felipe de Puerto Plata |
| Salcedo                  | Emicily Montaño              | 20  | 1,74 m (5′ 9″)  | Santiago de los Caballeros |
| Samaná                   | Wisleidy Osorio Guzmán       | 25  | 1,71 m (5′ 7″)  | Santo Domingo Este         |
| San Cristóbal            | Elimayaly Joseph             | 23  | 1,78 m (5′ 10″) | San Cristóbal              |
| San Francisco de Macorís | Ana María Tavarez            | 20  | 1,77 m (5′ 10″) | San Francisco de Macorís   |
| San José de Ocoa         | Valeria Alcántara            | 25  | 1,71 m (5′ 7″)  | San José de Ocoa           |
| San Pedro de Macorís     | Martha de los Santos         | 20  | 1,75 m (5′ 9″)  | Santo Domingo              |
| Santiago                 | Perla Sofía del Río Baéz     | 23  | 1,83 m (6′ 0″)  | Santiago de los Caballeros |
| Santiago Rodríguez       | Yudelka Almonte Reyes        | 20  | 1,77 m (5′ 10″) | Santiago de los Caballeros |
| Santo Domingo            | Anelsys Altagracia Taveras   | 20  | 1,67 m (5′ 6″)  | Santo Domingo              |
| Valverde                 | Carla Cabreja Ulloa          | 21  | 1,72 m (5′ 8″)  | Santo Domingo              |

## Trivia
- Miss Samanó entró al Miss Turismo Dominicana 2008